# ベルフォルテ・モンフェッラート
ベルフォルテ・モンフェッラート（伊: Belforte Monferrato）は、イタリア共和国ピエモンテ州アレッサンドリア県にある、人口約500人の基礎自治体（コムーネ）。

## 地理

### 位置・広がり
| 隣接するコムーネは以下の通り。括弧内のGEはジェノヴァ県所属を示す。 - オヴァーダ - ロッシリオーネ (GE) - タリオーロ・モンフェッラート |

### 地震分類
イタリアの地震リスク階級 (it) では、3 に分類される
。

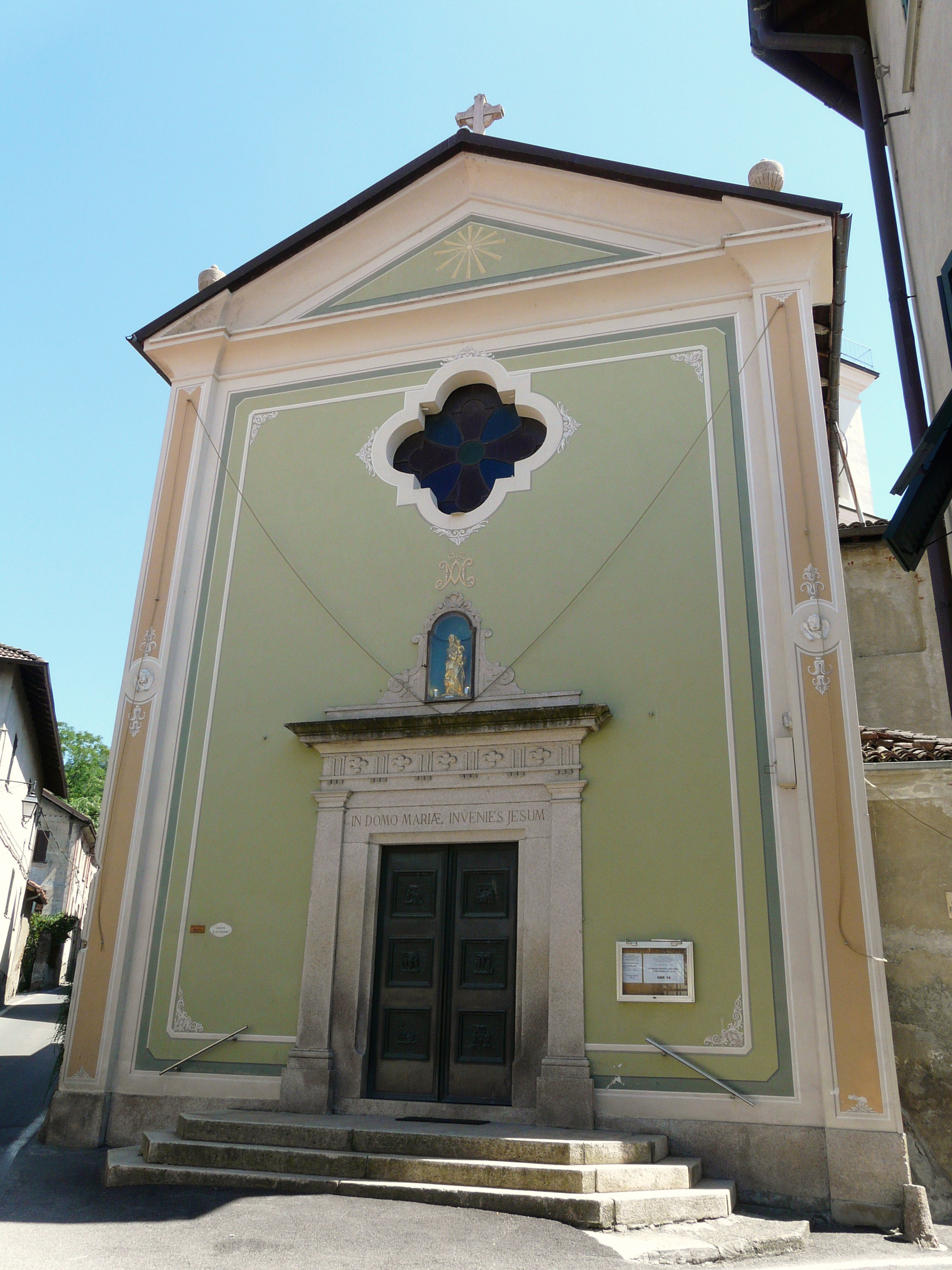
聖母降誕教会
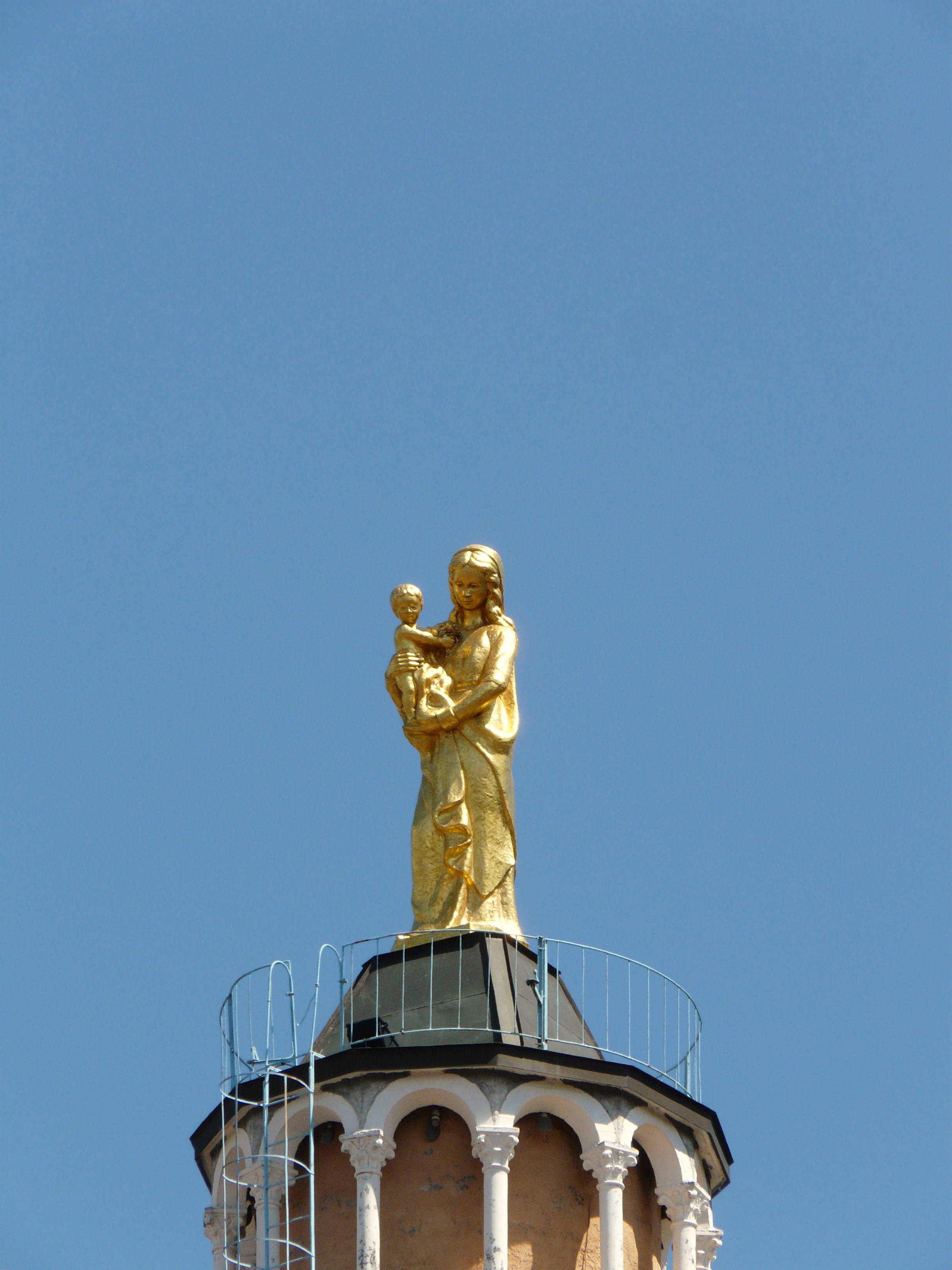
聖母降誕教会の聖母子像
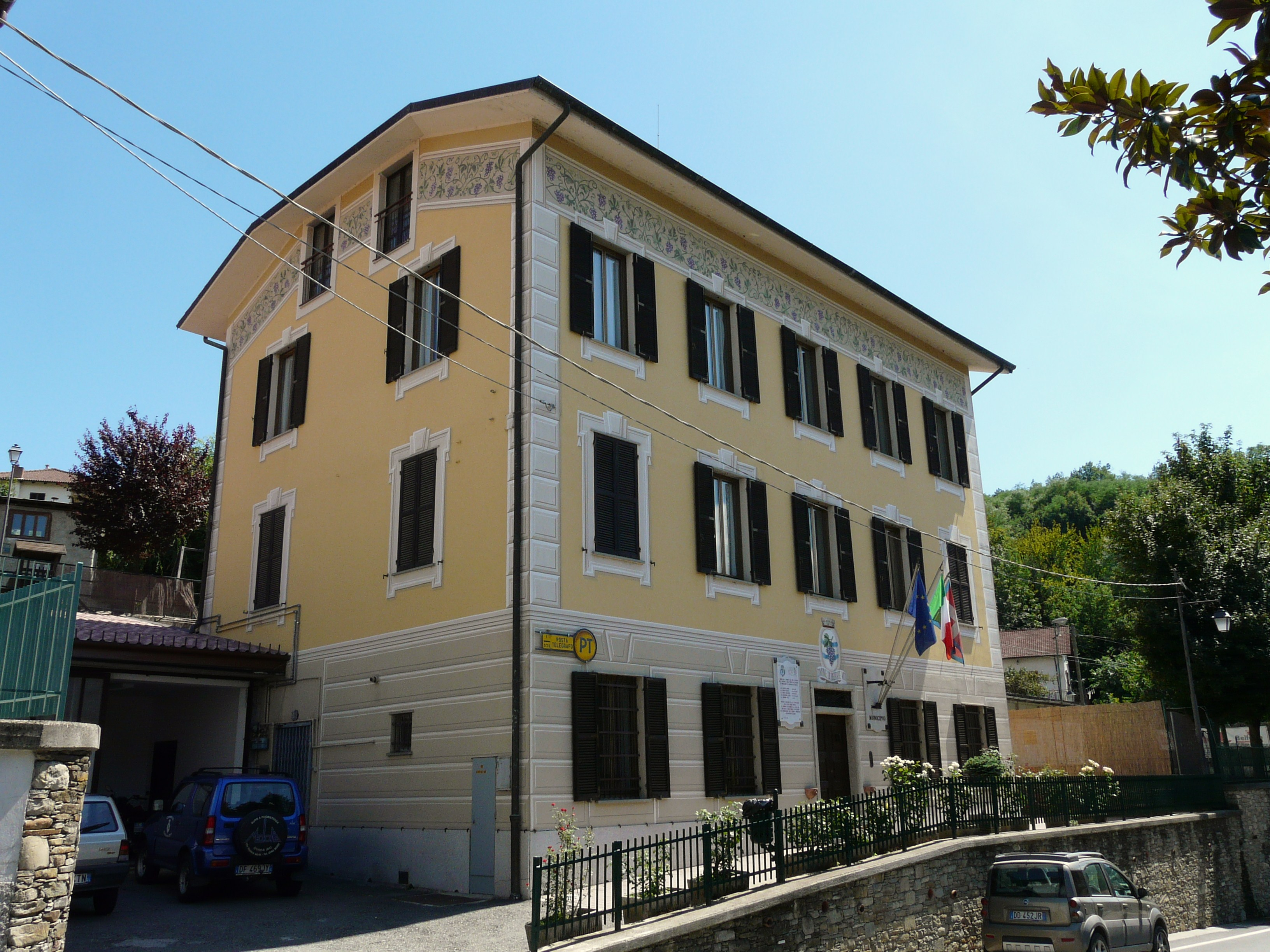
役場

## 関連
- モンフェッラート